# Eva Sidén
Eva Sidén, född 31 januari 1957, är en svensk tonsättare, konsertpianist och ljudkonstnär. Hon komponerar både instrumental och elektroakustisk musik (EAM) samt musikdramatiska verk och ljud-videoinstallationer. Hon har samarbetat i många projekt med andra konstformer som med bildkonst, poesi och med dans/teater och performance-föreställningar.
Eva Sidén började tidigt spela piano och även komponera. Hon studerade måleri och grafik på Grundskolan för konstnärlig utbildning i Stockholm men sedan piano och kammarmusik vid Academy of Performing arts i Prag och vid Janáček-akademien i Brno samt även fransk musik i Paris .Hon tog också en pianopedagog-examen vid Stockholms musikpedagogiska institut i Stockholm, och har en examen från Stockholms universitet i filosofisk estetik/konstteori. Hon har även studerat nutida musik och komposition, elektroakustisk musik vid IRCAM Paris och 2019 projektstudier i ljud/video vid Kungliga Konsthögskolan Stockholm.

## Verk
- Abstrakta kompositioner för piano (1982)
- Svart trädgård för piano och band till dikter av Antonin Artaud (1984)
- Spass Glass för piano (1985)
- Om Om, bandverk till dans (1986)
- Let Us All Go Out in Romance för piano och synth (1987)
- I Alperna, musikvideo (1987)
- Musikens rum för band och ensemble (1989)
- Nattsvärmare för ensemble (1995)
- Septim/vattenspel för instrumentmobiler, vattenljudskulptur (1997)
- Garagefuga för band och ensemble (1997)
- K O K, bandverk (1998)
- här och här för piano och recitation till text av Helga Krook (2002)
- Continuo för instrumentmobiler, ljudskulptur i samspel med arkitektur (1997)
- EBB för piano och glasklockor (1993)
- Pianostycken
  1. ”Tystnaden” (1996)
  2. ”vatten har ...” (2002)
  3. ”Pärla I, II”
  4. ”Engram (minnesspår)” (2005)
- Luften för piano, slagverk och ljudband/surround (2002)
- E K O för röst, cittra, piano, glasslagverk och slagverk till text av tonsättaren fritt efter "En enkel berättelse" av Marie Lundquist (2003)
- Lila, Gul piano och slagverk (2004)
- RE: Origo för slagverk och piano (2007)
- I A O för piano och slagverk (2007)
- Ear in Air för röster, piano, slagverk och ljudband (2008)
- Ses oiseaux för piano (2008)
- Spegel för två flyglar, del ur uruppförandet i Västerås konserthus (2009)
- Jag gav henne en Spegel för piano, dvd-installation (2009)
- Walm för flygel, prepareringar och skulpturala objekt (2010)
- Pictures in a Cloud... för stråkensemble och piano (2011)
- La ruine envahie, EAM (2010)
- Recycling or a Memory of Nordic Melancholy för piano, EAM, performance, dans (2011)
- Expanding Grand Piano, performance för flygel, prepareringar och elektronik (2010)
- Sound Cave, ljudinstallation (2011)
- Lost in a Legend för piano/EAM (2011)
- Double Bind Player, konsert- och ljudinstallation för piano och elektronik (2012)
- A Public Case för piano och elektronik (2012)
- Beating the Disease för flygel och elektronik (2012)
- Grusharpan för piano och elektronik, konsert- och ljudinstallation (2012)
- Väder, musik till utställningen ”August, en djefla utställning” och föreställningen ”Första varningen” (2012)
- Metall för preparerad flygel, elektroniskt bearbetade plåtar och inspelad bandstämma (2014)
- Kali – Time and Change för flöjt, klarinett, trombon, slagverk, piano och tape (2014)
- Bärare flygel, konsertinstallation med dans (2015)
- Dreams and Streams för ensemble och EAM (2015)